# 穆罕默德·萨巴赫·萨利姆·萨巴赫
穆罕默德·萨巴赫·萨利姆·萨巴赫（阿拉伯语：‎，羅馬化：Muḥammad Sabāh as-Sālim as-Sabāh，1955年10月10日—），科威特政治人物、经济学家、外交家。自2024年1月4日起担任科威特首相，此前曾任科威特副首相，为科威特的国家治理及外交关系做出贡献。

## 履历
穆罕默德1955年10月10日出生，其父为前科威特埃米尔萨巴赫·萨利姆·萨巴赫，长兄为曾任国防部长和内政部长的塞勒姆·萨巴赫·塞勒姆·萨巴赫。穆罕默德在克萊蒙特·麥肯納學院获经济学文学士学位，在哈佛大学获经济学及中东学领域的硕士及博士学位。
1993年，穆罕默德获任命为科威特驻美国大使，2001年2月14日离任，随后出任外交部长。2003年1月至7月，任经济部长。2006年2月11日，任副首相，兼任外交部长。2011年10月18日，因应抗议科威特政府贪污的示威活动，穆罕默德辞职，随后以访问学者身份到牛津大学深造。
2024年1月4日，谢赫麥沙·艾哈邁德·賈比爾·薩巴赫任命穆罕默德为新一任科威特首相，穆罕默德因此成为20年来第一位出任首相的萨巴赫家族萨利姆分支后代。2024年4月15日，谢赫艾哈迈德·阿卜杜拉·萨巴赫被任命为候任首相，穆罕默德改任看守总理。